# Walter Lewis Hensley

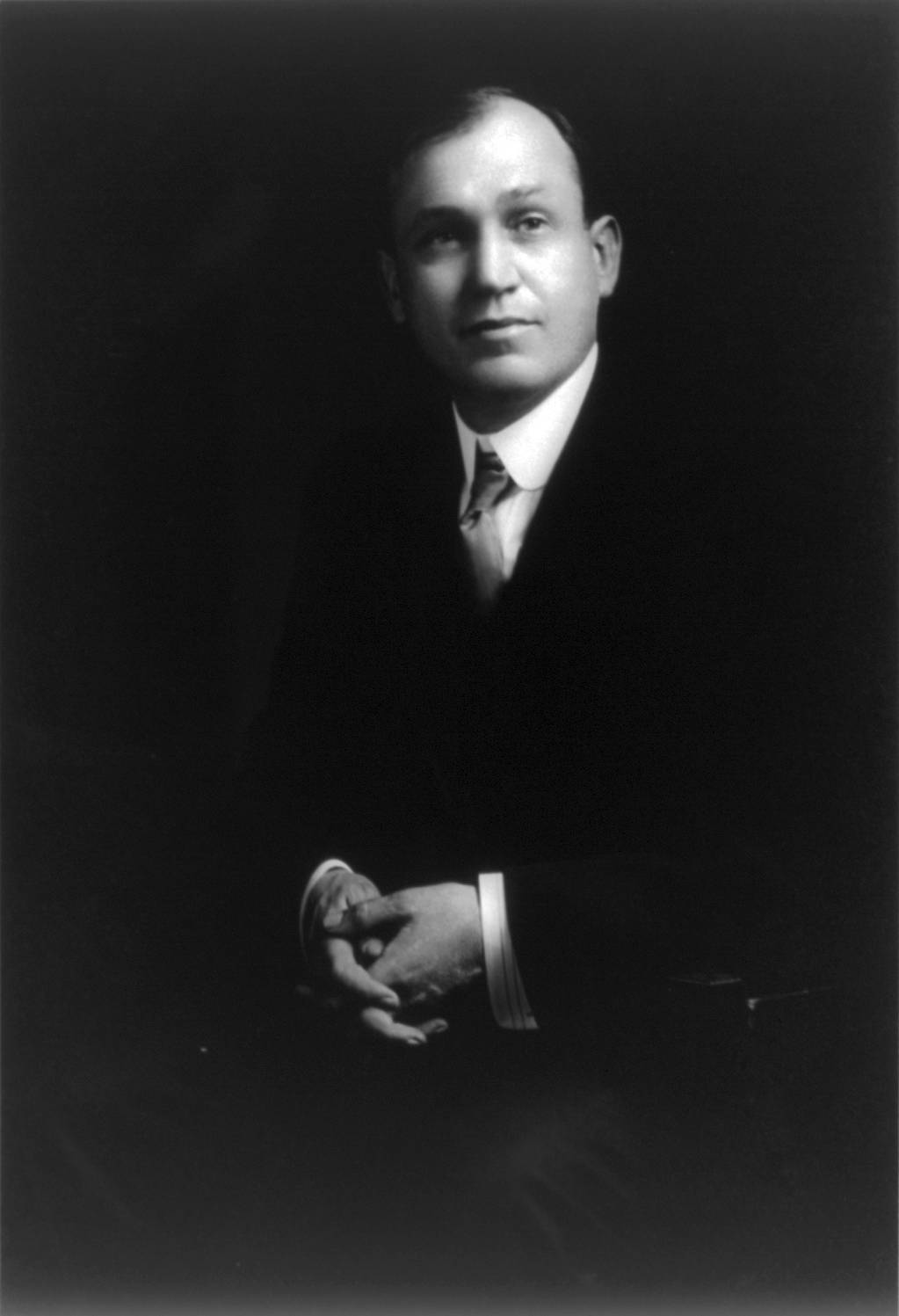
Walter Lewis Hensley (1912)

Walter Lewis Hensley (* 3. September 1871 bei Pevely, Jefferson County, Missouri; † 18. Juli 1946 in Ludington, Michigan) war ein US-amerikanischer Politiker. Zwischen 1911 und 1919 vertrat er den Bundesstaat Missouri im US-Repräsentantenhaus.

## Werdegang
Walter Hensley besuchte die öffentlichen Schulen seiner Heimat. Nach einem anschließenden Jurastudium an der University of Missouri in Columbia und seiner 1894 erfolgten Zulassung als Rechtsanwalt begann er im Wayne County in diesem Beruf zu arbeiten. Später verlegte er seinen Wohnsitz und seine Kanzlei nach Bonne Terre im St. Francois County. In diesem Bezirk war er zwischen 1898 und 1902 Staatsanwalt. Anschließend zog er nach Farmington, wo er wieder als Rechtsanwalt praktizierte.
Politisch war Hensley Mitglied der Demokratischen Partei. Bei den Kongresswahlen des Jahres 1910 wurde er im 13. Wahlbezirk von Missouri in das US-Repräsentantenhaus in Washington, D.C. gewählt, wo er am 4. März 1911 die Nachfolge von Politte Elvins antrat. Nach drei Wiederwahlen konnte er bis zum 3. März 1919 vier Legislaturperioden im Kongress absolvieren. In diese Zeit fiel der Erste Weltkrieg. Im Jahr 1913 wurden der 16. und der 17. Verfassungszusatz ratifiziert.
1918 verzichtete Hensley auf eine weitere Kongresskandidatur. In den Jahren 1919 und 1920 war er Bundesstaatsanwalt. Danach praktizierte er bis 1936 in St. Louis als Anwalt; anschließend zog er sich in den Ruhestand zurück. Er starb am 18. Juli 1946 in seinem Sommerwohnort Ludington (Michigan) und wurde in Pevely beigesetzt.